# Stronnictwo Chrześcijańsko-Demokratyczne
Stronnictwo Chrześcijańsko-Demokratyczne (SChD) – partia polityczna działająca w latach 1916–1918 na terenie Królestwa Polskiego.
Stronnictwo Chrześcijańsko-Demokratyczne powstało z początkiem 1916 na bazie działającego od 1905 Stowarzyszenia Robotników Chrześcijańskich, z inicjatywy duchowieństwa. Skupiało rzemieślników i drobnych kupców, i było powiązane ze sferami przemysłowymi. Programowo odwoływało się do encykliki Rerum novarum papieża Leona XIII oraz przeciwstawiało socjalistycznej teorii walki klas hasła solidaryzmu społecznego. Powstałe z inicjatywy członków Stowarzyszenia Stronnictwo Chrześcijańsko-Demokratyczne było partią konserwatywną, klerykalną i antysemicką – zbliżoną politycznie do Stronnictwa Narodowo-Demokratycznego i z nim współpracującą. Podczas I wojny światowej prowadziło politykę pasywistyczną, po akcie 5 listopada 1916 weszło w skład Międzypartyjnego Koła Politycznego. Głównymi działaczami partii byli Stanisław Nowodworski, Szczepan Jeleński, Ludomił Czerniewski, ks. Marceli Godlewski i Leon Śliwiński. Organami prasowymi były pisma: „Polak-Katolik”, „Pracownik Polski”, „Posiew”, „Robotnik”, „Brzask”. Posiadało także wpływ na tygodniki adresowane dla wsi – „Gazetę Niedzielną” i „Gazetę Świąteczną”.
7–8 września 1919 na zjeździe zjednoczeniowym polskich partii chadeckich z byłych trzech zaborów Stronnictwo weszło w skład Polskiego Stronnictwa Chrześcijańsko Demokratycznego.